# Спиалии
Спиалии (лат. Spialia) — род бабочек из семейства толстоголовок.

## Описание
Бабочки не крупные. Усики с веретеновидной булавой. Верхняя сторона передних крыльев имеет двойной ряд белых пятен в прикраевой и постдискальной областях, а на заднем крыле в центральной ячейке просматривается небольшое белое пятнышко. Андрокониальные поля на передних крыльях у самцов расположены на переднем крае крыла или на исподе. На переднем крыле у самцов костальный «заворот» отсутствует.

## Систематика
Род включает около 30 видов, распространенных в Старом Свете.
- Spialia agylla (Trimen, 1889)
- Spialia asterodia (Trimen, 1864)
- Spialia colotes (Druce, 1875)
- Spialia confusa (Higgins, 1925)
- Spialia delagoae (Trimen, 1898)
- Spialia depauperata (Strand, 1911)
- Spialia diomus (Höpffer, 1855)
- Spialia doris (Walker, 1870)
- Spialia dromus (Plötz, 1884)
- Spialia galba (Fabricius, 1793)
- Spialia geron (Watson, 1893)
- Spialia kituina (Karsch, 1896)
- Spialia mafa (Trimen, 1870)
- Spialia mangana (Rebel, 1899)
- Spialia nanus (Trimen, 1889)
- Spialia orbifer (Hübner, [1823])
- Spialia osthelderi (Pfeiffer, 1932)
- Spialia paula (Higgins, 1925)
- Spialia phlomidis (Herrich-Schäffer, 1845)
- Spialia ploetzi (Aurivillius, 1891)
- Spialia rosae (Hernández-Roldán, Dapporto, Dincă, Vicente & Vila, 2016)
- Spialia sataspes (Trimen, 1864)
- Spialia secessus (Trimen, 1891)
- Spialia sertorius (Hoffmannsegg, 1804)
- Spialia spio (Linnaeus, 1764)
- Spialia struvei (Püngeler, 1914)
- Spialia therapne (Rambur, 1832)
- Spialia wrefordi Evans, 1951
- Spialia zebra (Butler, 1888)